# Frozen (banda sonora)
Frozen: Original Motion Picture Soundtrack es la banda sonora de la película de 2013 de Disney Frozen. La banda sonora presenta 10 canciones originales con música de Robert Lopez y letras de Kristen Anderson-Lopez, y 22 canciones compuestas por Christophe Beck. Presenta la canción aclamada por la crítica "Let It Go", versión cinematográfica interpretada por Idina Menzel; versión única realizada por Demi Lovato, que ganó el Premio de la Academia a la Mejor Canción Original, el Premio Grammy a la Mejor Canción Escrita para Medios Visuales y el Critics' Choice Award a la Mejor Canción, y fue nominada al Premio Globo de Oro a la Mejor Canción Original.
Walt Disney Records lanzó dos ediciones de la banda sonora el 25 de noviembre de 2013: una edición regular de un solo disco y una edición de lujo digipak de dos discos, que contiene grabaciones de demostración originales de canciones y composiciones de canciones, grabaciones de tomas no utilizadas y versiones instrumentales de las principales canciones de la película. El 21 de octubre de 2013, se lanzó el sencillo principal de la banda sonora, la versión de Lovato de "Let It Go". Los lanzamientos posteriores han sido acompañados por traducciones en idiomas extranjeros de "Let It Go".
El álbum debutó en el número 18 en la lista Billboard 200. La banda sonora ha encabezado la lista de álbumes de Billboard durante trece semanas no consecutivas, y hasta abril de 2015 ha vendido 4 millones de copias en los EE. UU. El álbum ha sido certificado triple platino por la Recording Industry Association of America, y alcanzó el número uno en el cuadro antes mencionado, convirtiéndose en el cuarto álbum de la banda sonora de una película animada en alcanzar ese hito.

## Éxito comercial
Hasta el 11 de diciembre de 2014, la banda sonora de Frozen había tenido cuarenta y tres semanas no consecutivas además de las mejores bandas sonoras de Billboard. En el Billboard 200 de EE. UU., El álbum debutó en el puesto número 18, la posición más alta de la banda sonora en una película animada desde la película Cars de 2006. Más tarde subió al # 10, convirtiéndose en la décima banda sonora de una película animada en llegar al top 10. La banda sonora posteriormente se trasladó al # 4, que es la posición más alta para una banda sonora de película animada desde Pocahontas de Disney en 1995. En la semana que termina en enero El 5 de 2014, Frozen alcanzó el número 1, superando el álbum homónimo de Beyoncé (que anteriormente había ocupado el puesto número 1 durante tres semanas después de su lanzamiento no anunciado en diciembre de 2013) para convertirse en la cuarta banda sonora de la película animada en la historia en alcanzar este puesto. Se mantuvo en el número uno por segunda semana consecutiva, convirtiéndose en la primera banda sonora de la película teatral en permanecer en el número 1 durante varias semanas desde Dreamgirls (también con Beyoncé) a principios de 2007, y la primera película animada en pasar más de una semana en No .1 desde The Lion King de Disney en 1994 y 1995. Con trece semanas no consecutivas en el número uno, Frozen ganó la mayoría de las semanas en el número 1 para un álbum desde las 21 de Adele (24 semanas) y la mayoría de las semanas en el número 1 para una banda sonora de Titanic desde en 1998.
Frozen fue el quinto álbum de banda sonora más vendido en los EE. UU. En 2013 con 338,000 copias vendidas durante el año. Frozen continuó siendo el álbum más vendido en los Estados Unidos y el único álbum que vendió más de un millón de unidades en el primer semestre de 2014 con casi 2.7 millones de unidades. La canción "Let It Go" interpretada por Idina Menzel también terminó en el puesto # 5 en la lista de canciones digitales con 2.8 millones de copias vendidas en los primeros seis meses de 2014. La banda sonora alcanzó su marca de ventas de 3 millones en los Estados Unidos en julio de 2014. Casi la mitad fueron ventas digitales, lo que convirtió al álbum en la banda sonora más vendida en la historia digital. Frozen fue el álbum número uno de Billboard Year-End de 2014, convirtiéndose en la sexta banda sonora de la historia y la primera banda sonora en obtener este puesto desde Titanic, así como el segundo álbum de Disney en alcanzar este puesto (el primero es la banda sonora de Mary Poppins). Se convirtió en el segundo álbum más vendido de 2014 con 3,527,000 vendidos por año. Hasta abril de 2015, había vendido 4 millones de copias en los Estados Unidos. En Canadá, el álbum ha vendido 202,000 copias en 2014 al 26 de noviembre de 2014. El álbum vendió un total de 226,000 copias en Canadá en 2014.
En todo el mundo, Frozen vendió más de 10 millones de copias solo en 2014. Fue el álbum más vendido del año a nivel mundial.
En marzo de 2014 se lanzó una edición exclusiva de LP en vinilo de la banda sonora.
Se lanzó una versión de la banda sonora con solo las primeras diez pistas bajo el nombre Frozen: The Songs.

## Premios y reconocimientos
En la 57° entrega anual de los Premios Grammy, la banda sonora de Frozen fue nominada en dos categorías: Mejor banda sonora de compilación para medios visuales y Mejor banda sonora de canciones para medios visuales (con créditos para Christophe Beck como compositor), y ganó la primera; la canción "Let It Go" ganó el premio a la mejor canción escrita para medios visuales, con créditos para Kristen Anderson-Lopez y Robert Lopez como compositores e Idina Menzel como intérprete. El Premio de la Academia por "Let It Go" llevó a Robert Lopez a convertirse en la persona más joven en haber logrado un EGOT.

## Listado de canciones
| Frozen (Original Motion Picture Soundtrack) - Disco 1 | Frozen (Original Motion Picture Soundtrack) - Disco 1 | Frozen (Original Motion Picture Soundtrack) - Disco 1          | Frozen (Original Motion Picture Soundtrack) - Disco 1 |
| N.º                                                   | Título                                                | Intérprete(s)                                                  | Duración                                              |
| ----------------------------------------------------- | ----------------------------------------------------- | -------------------------------------------------------------- | ----------------------------------------------------- |
| 1.                                                    | Frozen Heart                                          | Elenco de Frozen                                               | 1:45                                                  |
| 2.                                                    | Do You Want to Build a Snowman?                       | Kristen Bell, Agatha Lee Monn y Katie Lopez                    | 3:27                                                  |
| 3.                                                    | For the First Time in Forever                         | Kristen Bell e Idina Menzel                                    | 3:45                                                  |
| 4.                                                    | Love Is an Open Door                                  | Kristen Bell y Santino Fontana                                 | 2:07                                                  |
| 5.                                                    | Let It Go                                             | Idina Menzel                                                   | 3:44                                                  |
| 6.                                                    | Reindeer(s) Are Better Than People                    | Jonathan Groff                                                 | 0:50                                                  |
| 7.                                                    | In Summer                                             | Josh Gad                                                       | 1:54                                                  |
| 8.                                                    | For the First Time in Forever (reprise)               | Kristen Bell e Idina Menzel                                    | 2:30                                                  |
| 9.                                                    | Fixer Upper                                           | Maaia Wilson y Elenco de Frozen                                | 3:02                                                  |
| 10.                                                   | Let It Go                                             | Demi Lovato                                                    | 3:47                                                  |
| 11.                                                   | Vuelie (ft. Cantus)                                   | Christophe Beck y Frode Fjellheim                              | 1:36                                                  |
| 12.                                                   | Elsa and Anna                                         | Christophe Beck                                                | 2:43                                                  |
| 13.                                                   | The Trolls                                            | Christophe Beck                                                | 1:48                                                  |
| 14.                                                   | Coronation Day                                        | Christophe Beck                                                | 1:14                                                  |
| 15.                                                   | Heimr Àrnadalr                                        | Christophe Beck                                                | 1:25                                                  |
| 16.                                                   | Winter's Waltz                                        | Christophe Beck                                                | 1:00                                                  |
| 17.                                                   | Sorcery                                               | Christophe Beck                                                | 3:17                                                  |
| 18.                                                   | Royal Pursuit                                         | Christophe Beck                                                | 1:02                                                  |
| 19.                                                   | Onward and Upward                                     | Christophe Beck                                                | 1:54                                                  |
| 20.                                                   | Wolves                                                | Christophe Beck                                                | 1:44                                                  |
| 21.                                                   | The North Mountain                                    | Christophe Beck                                                | 1:34                                                  |
| 22.                                                   | We Were So Close                                      | Christophe Beck                                                | 1:53                                                  |
| 23.                                                   | Marsmallow Attack!                                    | Christophe Beck                                                | 1:43                                                  |
| 24.                                                   | Conceal, Don't Feel                                   | Christophe Beck                                                | 1:07                                                  |
| 25.                                                   | Only an Act of True Love                              | Christophe Beck                                                | 1:07                                                  |
| 26.                                                   | Summit Sieg                                           | Christophe Beck                                                | 2:32                                                  |
| 27.                                                   | Return to Arendelle                                   | Christophe Beck                                                | 1:38                                                  |
| 28.                                                   | Treason                                               | Christophe Beck                                                | 1:36                                                  |
| 29.                                                   | Some People Are Worth Melting For                     | Christophe Beck                                                | 2:06                                                  |
| 30.                                                   | Whiteout                                              | Christophe Beck                                                | 4:17                                                  |
| 31.                                                   | The Great Thaw (Vuelie Reprise)                       | Christophe Beck                                                | 2:29                                                  |
| 32.                                                   | Epilogue                                              | Christophe Beck                                                | 3:04                                                  |
|                                                       |                                                       | Duración total                                                 | 69:40                                                 |
| Frozen (Original Motion Picture Soundtrack) - Disco 2 |                                                       |                                                                |                                                       |
| 1.                                                    | For the First Time in Forever (Demo)                  | Kristen Anderson-Lopez                                         | 3:33                                                  |
| 2.                                                    | Love Is an Open Door (Demo)                           | Robert Lopez y Kristen Anderson-Lopez                          | 2:02                                                  |
| 3.                                                    | We Know Better (Outtake)                              | Kristen Anderson-Lopez                                         | 4:04                                                  |
| 4.                                                    | Spring Pageant (Outtake)                              | Robert Lopez, Kristen Anderson-Lopez, Katie Lopz y Annie Lopez | 3:09                                                  |
| 5.                                                    | More Than Just the Spare (Outtake)                    | Kristen Anderson-Lopez                                         | 3:25                                                  |
| 6.                                                    | You're You (Outtake)                                  | Robert Lopez y Kristen Anderson-Lopez                          | 1:48                                                  |
| 7.                                                    | Life's Too Short (Outtake)                            | Kristen Anderson-Lopez                                         | 3::52                                                 |
| 8.                                                    | Life's Too Short (Reprise)                            | Kristen Anderson-Lopez                                         | 1:48                                                  |
| 9.                                                    | Reindeer(s) Remix" (Outtake)                          | Robert Lopez                                                   | 2:26                                                  |
| 10.                                                   | "The Ballad of Olaf & Sven" (Demo)                    | Christophe Beck                                                | 1:35                                                  |
| 11.                                                   | "Queen Elsa of Arendelle" (Demo)                      | Christophe Beck                                                | 0:42                                                  |
| 12.                                                   | "Hans" (Demo)                                         | Christophe Beck                                                | 1:20                                                  |
| 13.                                                   | "It Had to Be Snow" (Demo)                            | Christophe Beck                                                | 1:17                                                  |
| 14.                                                   | "Meet Olaf" (Demo)                                    | Christophe Beck                                                | 2:01                                                  |
| 15.                                                   | "Hands for Hans" (Demo)                               | Christophe Beck                                                | 0:48                                                  |
| 16.                                                   | "Oaken's Sauna" (Demo)                                | Christophe Beck                                                | 1:25                                                  |
| 17.                                                   | "Thin Air" (Demo)                                     | Christophe Beck                                                | 2:19                                                  |
| 18.                                                   | "Cliff Diving" (Demo)                                 | Christophe Beck                                                | 0:50                                                  |
| 19.                                                   | "The Love Experts" (Demo)                             | Christophe Beck                                                | 1:02                                                  |
| 20.                                                   | "Elsa Imprisoned" (Demo)                              | Christophe Beck                                                | 1:04                                                  |
| 21.                                                   | "Hans' Kiss" (Demo)                                   | Christophe Beck                                                | 2:11                                                  |
| 22.                                                   | "Coronation Band Suite" (Demo)                        | Christophe Beck                                                | 1:32                                                  |
| 23.                                                   | "Let It Go" (Instrumental)                            | Robert Lopez y Kristen Anderson-Lopez                          | 3:46                                                  |
| 24.                                                   | "For the First Time in Forever" (Instrumental)        | Robert Lopez y Kristen Anderson-Lopez                          | 3:46                                                  |
| 25.                                                   | "Love Is an Open Door" (Instrumental)                 | Robert Lopez y Kristen Anderson-Lopez                          | 2:07                                                  |
| 26.                                                   | "In Summer" (Instrumental)                            | Robert Lopez y Kristen Anderson-Lopez                          | 1:47                                                  |
| 27.                                                   | "Let It Go" (Instrumental — versión de Demi Lovato)   | Robert Lopez y Kristen Anderson-Lopez                          | 3:45                                                  |
|                                                       |                                                       | Duraciíon total:                                               | 59:18                                                 |

## Versiones internacionales
En su estreno en el teatro, Disney Character Voices International había proporcionado originalmente 42 doblajes de la película en todo el mundo. De estos, 17 cuentan también con una banda sonora lanzada en CD y descarga digital: en danés, neerlandés, francés (versión europea), alemán, griego, italiano, japonés, coreano, Malayo, Chino mandarín (versión China), noruego, polaco, portugués (versiones brasileña y europea), Se lanzaron bandas sonoras en ruso, español (versiones europeas y latinoamericanas), y sueco. La banda sonora italiana, junto con toda la adaptación italiana de la película, fue galardonada con el mejor doblaje extranjero en todo el mundo por Disney.

## Gráficos
| Lista Semanal   | Lista Semanal |  | Lista Anual    | Lista Anual |
| Lista (2013-15) | Posición      |  | Lista (2014)   | Posición    |
| --------------- | ------------- |  | -------------- | ----------- |
| Australia       | 1             |  | Australia      | 3           |
| Austria         | 9             |  | Austria        | 24          |
| Bélgica         | 22            |  | Canadá         | 32          |
| Bélgica         | 18            |  | Países Bajos   | 17          |
| Canadá          | 1             |  | Francia        | 18          |
| China           | 1             |  | Alemania       | 32          |
| Dinamarca       | 12            |  | Italia         | 3           |
| Países Bajos    | 2             |  | Japón          | 2           |
| Francia         | 5             |  | México         | 16          |
| Alemania        | 18            |  | Nueva Zelanda  | 5           |
| Irlanda         | 1             |  | Polonia        | 31          |
| Italia          | 2             |  | Estados Unidos | 1           |
| Japón           | 1             |  | Estados Unidos | 1           |
| México          | 3             |  |                | 1           |
| Nueva Zelanda   | 1             |  |                |             |
| Noruega         | 3             |  | Lista (2015)   | Posición    |
| Polonia         | 7             |  | Australia      | 19          |
| Portugal        | 13            |  | Austria        | 13          |
| Corea del Sur   | 2             |  | Países Bajos   | 6           |
| España          | 11            |  | Alemania       | 29          |
| Suiza           | 30            |  | Italia         | 14          |
| Reino Unido     | 1             |  | Nueva Zelanda  | 33          |
| Reino Unido     | 1             |  | Estados Unidos | 30          |
| Estados Unidos  | 1             |  | Estados Unidos | 4           |
| Estados Unidos  | 2             |  | Estados Unidos | 3           |
| Estados Unidos  | 1             |  |                |             |
| Estados Unidos  | 17            |  | Lista (2016)   | Posición    |
|                 |               |  | Australia      | 80          |
|                 |               |  | Austria        | 23          |
|                 |               |  | Países Bajos   | 55          |
|                 |               |  | Alemania       | 50          |
|                 |               |  | Italia         | 27          |
|                 |               |  | Estados Unidos | 5           |
|                 |               |  | Estados Unidos | 7           |
|                 |               |  |                |             |
|                 |               |  | Lista (2017)   | Posición    |
|                 |               |  | Australia      | 95          |
|                 |               |  | Austria        | 46          |
|                 |               |  | Países Bajos   | 92          |
|                 |               |  | Estados Unidos | 11          |
|                 |               |  | Estados Unidos | 13          |
|                 |               |  |                |             |
|                 |               |  | Lista (2018)   | Posición    |
|                 |               |  | Estados Unidos | 16          |
|                 |               |  | Estados Unidos | 18          |
|                 |               |  |                |             |
|                 |               |  | Lista (2019)   | Posición    |
|                 |               |  | Australia      | 92          |
|                 |               |  | Estados Unidos | 15          |
|                 |               |  | Estados Unidos | 20          |

### Pistas
| Título de pista                                                     | Artista                                    | Posición | Posición | Posición | Posición | Posición | Posición | Posición | Posición | Certificaciones                                                              |
| ------------------------------------------------------------------- | ------------------------------------------ | -------- | -------- | -------- | -------- | -------- | -------- | -------- | -------- | ---------------------------------------------------------------------------- |
| Título de pista                                                     | Artista                                    | US       | CAN      | AUS      | IRE      | JPN      | KOR      | NZ       | UK       | Certificaciones                                                              |
| "Let It Go"                                                         | Demi Lovato                                | 38       | 31       | 25       | 34       | 51       | 50       | 13       | 42       | RIAA: platino ARIA: platino MC: platino RMNZ: platino IFPI DEN:oro RIAJ: oro |
| "Let It Go"                                                         | Idina Menzel                               | 5        | 18       | 16       | 7        | 4        | 1        | 34       | 11       | RIAA: platino x5 ARIA: platino x4 BPI: platino MC: platino x2 RIAJ: oro      |
| "Do You Want To Build A Snowman?"                                   | Kristen Bell, Agatha Lee Monn, Katie Lopez | 51       | 61       | 45       | 35       | -        | 5        | -        | 26       | RIAA: platino ARIA: platino BPI: platino MC: platino                         |
| "For the First Time in Forever"                                     | Kristen Bell e Idina Menzel                | 57       | 70       | 62       | 54       | 14       | 4        | -        | 38       | RIAA: oro ARIA: oro BPI: platino                                             |
| "Love Is a Open Door"                                               | Kristen Bell y Santino Fontana             | 49       | -        | 69       | -        | 36       | 21       | -        | 52       | RIAA: oro                                                                    |
| "In Summer"                                                         | Josh Gad                                   | 104      | -        | 90       | -        | -        | 67       | -        | 84       | RIAA: oro                                                                    |
| "Fixxer Upper"                                                      | Maia Wilson y Elenco de Frozen             | -        | -        | -        | -        | -        | 94       | -        | -        |                                                                              |
| "_" denota que no quedaron grabadas en las listas correspondientes. |                                            |          |          |          |          |          |          |          |          |                                                                              |

## Certificaciones
| País | Certificación | Unidades vendidas |
| --- | ------------- | ----------------- |
| Australia (ARIA)                                                                                        | Platino x5    | 350,000^          |
| Bélgica (BEA)                                                                                           | Platino       | 30,000*           |
| Canadá (Music Canada)                                                                                   | Platino x5    | 400,000           |
| Dinamarca (IFPI Dinamarca)                                                                              | Platino       | 20,000^           |
| Francia (SNEP)                                                                                          | Diamante      | 500,000           |
| Alemania (BVMI)                                                                                         | Oro x7        | 700,000^          |
| Italia (FIMI)                                                                                           | Oro           | 30,000            |
| Japón (RIAJ)                                                                                            | Millón        | 980,000           |
| México (AMPROFON)                                                                                       | Oro           | 30,000^           |
| Países Bajos (NVPI)                                                                                     | Platino       | 40,000^           |
| Nueva Zelanda (RMNZ)                                                                                    | Platino x3    | 45,000^           |
| Polonia (ZPAV)                                                                                          | Diamante      | 100,000*          |
| España (PROMUSICAE)                                                                                     | Oro           | 20,000^           |
| Reino Unido (BPI)                                                                                       | Platino x3    | 1,009,000         |
| Estados Unidos (RIAA)                                                                                   | Platino x4    | 4,000,000         |
| Total                                                                                                   |               |                   |
| Unión Europea (IFPI)                                                                                    | Platino x2    | 2,000,000*        |
| (IFPI)                                                                                                  | -             | 10,000,000        |
| * cifras de ventas basadas solo en la certificación ^ cifras de envíos basadas solo en la certificación |               |                   |